# Selby
Selby er en by i Selby-distriktet, North Yorkshire, England, med et indbyggertal (pr. 2015) på 18.503. Distriktet har et befolkningstal på 86.667 (pr. 2015). Byen ligger 261 km fra London.